# 동양초등학교 (전북)
동양초등학교는 대한민국 전북특별자치도 완주군 소양면 화심리에 있는 공립 초등학교이다.

## 학교 연혁
- 1946.11.15 소양국민학교 화심분교 인가
- 1948.11.20 동양국민학교 개교
- 1984.03.08 병설유치원 개원
- 1987.02.28 신촌분교 폐교 통합
- 1996.03.01 동양초등학교 명칭 변경
- 2022.03.01 혁신학교 재지정(~2025.2.28)
- 2022.03.01 제22대 권인창 교장 부임
- 2024.01.08 제73회 졸업(졸업생 총 3,112명)

## 참고 자료
- 동양초등학교 - 한국교육학술정보원 학교알리미